# Música + Alma + Sexo
Música + Alma + Sexo é o nono álbum de estúdio do cantor e compositor porto-riquenho Ricky Martin. Foi lançado em 31 de janeiro de 2011 na Europa pela Columbia Records e em 1 de fevereiro de 2011 na América do Norte pela Sony Music Latin.
O álbum conta com participações especiais de Joss Stone, Natalia Jiménez, Claudia Leitte e a dupla porto-riquenha de reggaeton Wisin & Yandel, com contribuições de músicos como Tommy Denander, John 5 e Josh Freese. É composto por canções em espanhol e inglês.
A edição deluxe foi lançada pela Target. Contém sete faixas exclusivas, incluindo duas mixagens dançantes, duas versões em inglês ("Liar", que é uma versão em inglês de "No Te Miento", e "Too Late Now", uma versão em inglês de "Será Será"), uma canção inédita, versões de músicas e solo dos singles "The Best Thing About Me Is You" e "Lo mejor de mi vida eres tú".
O álbum foi relançado em canais digitais em 14 de novembro de 2011 sob o título Más Música + Alma + Sexo, contendo novo material bônus e remixes.
Após vender 300 mil cópias em todo o mundo, recebeu a certificação Diamond da sua gravadora. Nos Estados Unidos, as vendas atingiram 112.000 cópias até fevereiro de 2015.

## Antecedentes e produção
Em uma entrevista à Billboard, Martin revelou que escreveu o álbum entre Miami e sua casa em Golden Beach, na Flórida. O produtor Desmond Child praticamente foi morar com toda sua família. Ele disse que: "[Nós] tínhamos dois estúdios: um para o programador, outro para gravar baixo, guitarra e bateria". Falando sobre o estilo do álbum, Ricky disse: "É mais acelerado porque estou em um ponto da minha vida em que simplesmente quero ser, ser livre e não ser artificial."
Martin revelou que ele e sua equipe "escreveram pelo menos 60 canções e, obviamente, nem todas estão aqui". "As que pareciam certos estão no álbum. Acho que tem músicas aqui que podem virar baladas. O mais importante deste álbum é que ele foi feito para o público, mas também para os músicos. Há uma grande musicalidade aqui."

## Singles
"The Best Thing About Me Is You" foi o primeiro single a ser lançado. Em uma entrevista à revista Billboard, Martin descreveu a faixa: "Eu disse a Desmond - e não estou fazendo comparações - mas "Don't Worry, Be Happy" é ótima. Foi assim que essa música surgiu. De estar em um lugar muito legal na minha vida". A música combina os ritmos reggae com música latina e pop na música e as letras são de Claudia Brant, Desmond Child, Andreas Carlsson, Eric Bazilian e do próprio Ricky Martin. O videoclipe foi filmado nos dias 20 e 21 de dezembro de 2010 em Miami, Flórida e dirigido por Carlos Pérez. Uma versão em espanhol do videoclipe também foi lançada.
O single liderou a parada US Hot Latin Songs por duas semanas e o Latin Pop Airplay por cinco semanas. Em outras paradas da revista Billboard, alcançou a sétima posição na Tropical Songs, a trigésima sétima na Latin Rhythm Airplay, a quarenta na Regional Mexican Airplay e a setenta e quatro na Billboard Hot 100. No México, a canção alcançou a terceira posição e foi certificada como disco de Platina por vendas de mais de 60.000 cópias digitais.
"Shine" foi lançada apenas como buzz single em 21 de dezembro de 2010. A versão em língua espanhola também está incluída no álbum e se chama "Te Vas".
"Más" foi escolhida como o segundo single oficial. Martin descreveu a faixa: "Ela poderia ser dos anos 80 ou 90 ou da primavera passada. Depende de qual geração você pertence". Martin afirmou que o que ele queria fazer era "dançar um pouco com esta faixa e ficar longe das coisas que você deveria fazer na vida. E [a letra da música] apresenta algumas personagens que são todas artistas, como Tico com seu aparelho de som em Manhattan. [Ele] os inventou, mas são reais". O videoclipe estreou em 28 de abril de 2011, foi dirigido por Simón Brand e filmado ao vivo na abertura da Música + Alma + Sexo World Tour, em Porto Rico. O vídeo captura a energia de Martin no palco com seus dançarinos e músicos, a essência de seu show acompanhado pelo público porto-riquenho aplaudido durante suas quatro apresentações esgotadas em março de 2011. "Más" alcançou o número treze na parada Hot Latin Songs da Billboard, o número dois no Latin Pop Airplay e o número trinta na Tropical Songs. Com a ajuda de remixes de Ralphi Rosario, "Más" também alcançou a sétima posição na parada Dance Club Songs.
"Frío" foi o terceiro single escolhido. Martin descreveu a faixa, a saber: "Eu me apaixonei pela melodia desta música, que foi trazida a mim por Wisin & Yandel. Nós nos sentamos - Wisin & Yandel, Desmond Child e eu - e trabalhamos nas letras para torná-las mais eu. Então, temos várias versões e estamos trabalhando em um remix. A letra diz: "Você é linda, como as ondas do mar." E muitas pessoas dizem: 'Mas Ricky, você disse que é gay.' E eu digo: 'Bem, isso não significa que sou cego. E também já me apaixonei por mulheres antes.'" Martin gravou o videoclipe com Wisin & Yandel em Buenos Aires, em 6 de junho de 2011. A protagonista feminina é interpretada pela top model argentina Paula Chaves. O vídeo, dirigido por Carlos Pérez, estreou em 21 de julho de 2011. "Frío" alcançou a sexta posição na parada Hot Latin Songs da Billboard, a sétima posição na Latin Pop Airplay e a quinta posição na Tropical Songs.
"Samba" é o quarto e último single. O lançamento ocorreu exclusivamente no Brasil, no dia 16 de fevereiro de 2011, sendo anunciado pelo cantor em seu Twitter. A canção conta com a participação da cantora brasileira de axé Claudia Leitte, e os arranjos incluem batucadas de tambor e picku-ps eletrônicas. Duas versões foram lançadas a original e a remixada pelo DJ Deeplick.

## Recepção crítica
| Críticas profissionais | Críticas profissionais |
| Pontuações agregadas   | Pontuações agregadas   |
| Fonte                  | Avaliação              |
| ---------------------- | ---------------------- |
| Metacritic             | (72/100)               |
| Avaliações da crítica  |                        |
| Fonte                  | Avaliação              |
| About.com              | [ 20 ]                 |
| Allmusic               | [ 21 ]                 |
| Billboard              | (positive)             |
| Canal Pop              | [ 23 ]                 |
| Club Fonograma         | (48/100)               |
| Evigshed Mag           | (10/10)                |
| Houston Chronicle      | [ 26 ]                 |
| Latina                 | (positive)             |
| Los Angeles Times      | [ 28 ]                 |
| New York Post          | [ 29 ]                 |
| The New York Times     | (positive)             |

Após seu lançamento, o álbum recebeu resenhas com comentários favoráveis dos críticos especializados em música, com base em uma pontuação agregada de 72/100 do Metacritic. Stephen Thomas Erlewine do site Allmusic avaliou com 3 estrelas (de 5) e disse que: "Teoricamente, a falta de expectativas daria a ele alguma liberdade para explorar em Música + Alma + Sexo, tal aspecto fez com que ele não se sentisse obrigado a cantar todas as canções no idioma inglês". O crítico da revista Billboard foi positivo em seus comentários e afirmou que: "Martin evita amplamente o romantismo fácil para mensagens mais assertivas que celebram a libertação e a diversidade, temas que podem ser associados a sua saída do armário no ano passado". Ernesto Lechner, do jornal Los Angeles Times, foi favorável em sua crítica, dizendo que: "Martin raramente transcende os parâmetros estreitos da música latina comercial, mas a sinceridade de sua visão o coloca um passo à frente da concorrência". Jon Pareles, do jornal The New York Times, foi mais positivo, dizendo que: "Neste álbum, suas exortações habituais para aproveitar os prazeres da vida se misturam com manifestos reveladores, e ele sorri em todos eles".
Carlos Quintana do site About.com avaliou com quatro estrelas (de cinco) e fez uma resenha positiva, comentando que: "Música + Alma + Sexo é um álbum que reflete o presente de Ricky e oferece uma variedade de canções vibrantes e relaxantes que estão repletas de significados profundos". Dan Aquilante, do jornal New York Post, disse que: "Ricky Martin está de volta às suas raízes latinas com um álbum principalmente em espanhol de dança e pop de ponta. Existem baladas de arena, como a linda canção de amor "Tú y Yo, " mas a emoção deste disco está nas brilhantes melodias pop latinas, como "Más", em que Martin tenta capturar as ruas do Harlem espanhol do início dos anos 90." Joey Guerra do jornal Houston Chronicle disse que: "Martin está fazendo os quadris se mexerem e os corações dispararem... [com] arranjos sinfônicos [e] batidas de dance-rock... "Shine" tem um cheiro de nostalgia e é a música em inglês mais atraente de Martin em anos." Grace Bastidas da revista Latina afirmou que: "o álbum pop parece um sonho tornado realidade para Martin, que está no centro das atenções desde que se juntou ao Menudo aos 12 anos e pode finalmente ser ele mesmo. Ele transborda de orgulho por toda parte - e é definitivamente infeccioso".

## Prêmios e nomeações
| Ano  | Ceremonia                    | Prêmio                      | Resultado |
| ---- | ---------------------------- | --------------------------- | --------- |
| 2011 | Premios Juventud             | Your Favorite CD            | Indicado  |
| 2011 | Premios People en Español    | Best Album                  | Indicado  |
| 2012 | Premio Lo Nuestro            | Pop Album of the Year       | Indicado  |
| 2012 | Billboard Latin Music Awards | Latin Pop Album of the Year | Indicado  |
| 2012 | GLAAD Media Awards           | Outstanding Music Artist    | Venceu    |
| 2012 | Premios Juventud             | My Favorite Concert         | Indicado  |

## Lista de faixas
Todas as canções produzidas por Desmond Child, exceto "Frío" (Remix), produzida por Desmond Child, Wisin & Yandel e Tainy.
| Música + Alma + Sexo – Edição padrão |                                                              |                                                                     |                                    |         |  |
| N.º                                  | Título                                                       | Letras                                                              | Música                             | Duração |  |
| 1.                                   | "Más"                                                        | Ricky Martin Claudia Brant Marco Masis Ferras Alqaisi Desmond Child | Brant Masis Alqaisi Child          | 4:09    |  |
| 2.                                   | "Frío"                                                       | Martin Juan Luis Morera Llandel Veguilla Masis Child                | Morera Veguilla Masis Child        | 3:22    |  |
| 3.                                   | "Lo Mejor de Mi Vida Eres Tú" (com part. de Natalia Jiménez) | Martin Brant Andreas Carlsson Child                                 | Brant Eric Bazilian Carlsson Child | 3:38    |  |
| 4.                                   | "Te Vas"                                                     | Martin Lester Mendez] Dan Keyes Brant Child                         | Mendez Keyes Brant Child           | 4:30    |  |
| 5.                                   | "Tú y Yo"                                                    | Martin Brant Child                                                  | Brant Child                        | 6:15    |  |
| 6.                                   | "Cántame tu Vida"                                            | Martin Brant Mendez David Cabrera Child                             | Brant Cabrera Mendez Child         | 4:38    |  |
| 7.                                   | "Te Busco y Te Alcanzo"                                      | Martin Fernando Osorio Lauren Christy Alqaisi Child                 | Osorio Christy Alqaisi Child       | 3:28    |  |
| 8.                                   | "Será será"                                                  | Martin Brant Alqaisi Masis Child                                    | Brant Masis Alqaisi Child          | 3:27    |  |
| 9.                                   | "No te Miento"                                               | Martin Jodi Marr Christy Alqaisi Child                              | Marr Christy Alqaisi Child         | 3:30    |  |
| 10.                                  | "Basta Ya"                                                   | Martin Brant Mendez Cabrera Federico Vindver Child                  | Brant Mendez Cabrera Vindver Child | 4:30    |  |
| 11.                                  | "The Best Thing About Me Is You"                             | Martin Bazilian Carlsson Child                                      | Bazilian Carlsson Child            | 3:37    |  |
| 12.                                  | "Shine"                                                      | Martin Mendez Keyes Child                                           | Mendez Keyes Child                 | 4:46    |  |
| 13.                                  | "Frío" (Remix) (com part. de Wisin & Yandel)                 | Martin Morera Veguilla Masis Child                                  | Morera Veguilla Masis Child        | 3:36    |  |

| Música + Alma + Sexo – Faixa bônus da edição alemã e austríaca |                                  |                                |                         |         |  |
| N.º                                                            | Título                           | Letras                         | Música                  | Duração |  |
| 14.                                                            | "The Best Thing About Me Is You" | Martin Bazilian Carlsson Child | Bazilian Carlsson Child | 3:37    |  |

| Target deluxe edition |                                                               |         |  |
| N.º                   | Título                                                        | Duração |  |
| 14.                   | "Too Late Now"                                                | 3:27    |  |
| 15.                   | "Liar"                                                        | 3:30    |  |
| 16.                   | "Soñador"                                                     | 4:35    |  |
| 17.                   | "Lo Mejor de Mi Vida Eres Tú (Jump Smokers Dance Version)"    | 4:42    |  |
| 18.                   | "The Best Thing About Me Is You (Jump Smokers Dance Version)" | 5:13    |  |
| 19.                   | "Lo Mejor de Mi Vida Eres Tú (Solo Version)"                  | 3:38    |  |
| 20.                   | "The Best Thing About Me Is You (Solo Version)"               | 3:36    |  |

| Edição brasileira |                                                         |         |  |
| N.º               | Título                                                  | Duração |  |
| 1.                | "Más"                                                   | 4:09    |  |
| 2.                | "Frío"                                                  | 3:22    |  |
| 3.                | "The Best Thing About Me Is You" (featuring Joss Stone) | 3:38    |  |
| 4.                | "Te Vas"                                                | 4:30    |  |
| 5.                | "Tú Y Yo"                                               | 6:15    |  |
| 6.                | "Cántame Tu Vida"                                       | 4:38    |  |
| 7.                | "Te Busco Y Te Alcanzo"                                 | 3:28    |  |
| 8.                | "Too Late Now"                                          | 3:27    |  |
| 9.                | "Samba" (featuring Claudia Leitte)                      | 4:35    |  |
| 10.               | "Shine"                                                 | 4:46    |  |
| 11.               | "Basta Ya"                                              | 4:30    |  |
| 12.               | "Liar"                                                  | 3:30    |  |
| 13.               | "Samba" (Deeplick Remix featuring Claudia Leitte)       | 5:00    |  |

## Tabelas
| Tabela musical (2011)             | Melhor posição |
| --------------------------------- | -------------- |
| Argentine Albums (CAPIF)          | 1              |
| Bélgica (Ultratop Valônia)        | 82             |
| Canadá (Billboard)                | 60             |
| Ecuadorian Albums (Musicalisimo)  | 5              |
| Greek Foreign Albums (IFPI)       | 5              |
| Itália (FIMI)                     | 52             |
| Mexico (Top 100 Mexico)           | 2              |
| Espanha (PROMUSICAE)              | 3              |
| Suíça (Schweizer Hitparade)       | 49             |
| Estados Unidos (Billboard 200)    | 3              |
| Estados Unidos (Top Latin Albums) | 1              |
| Estados Unidos (Latin Pop Albums) | 1              |
| Venezuelan Albums (Recordland)    | 1              |

| Tabela musical (2011)           | Posição |
| ------------------------------- | ------- |
| Argentine Albums (CAPIF)        | 1       |
| Mexican Albums (AMPROFON)       | 40      |
| US Top Latin Albums (Billboard) | 8       |
| US Latin Pop Albums (Billboard) | 6       |

## Certificações e vendas
| Região                                                                                             | Certificação      | Vendas   |
| -------------------------------------------------------------------------------------------------- | ----------------- | -------- |
| Argentina (CAPIF)                                                                                  | Ouro              | 20,000^  |
| Chile                                                                                              | 2× Platina        | —        |
| Colombia                                                                                           | 2× Platina        | —        |
| Estados Unidos (RIAA)                                                                              | Ouro (Latino)     | 50,000^  |
| Estados Unidos (RIAA) Deluxe Edition                                                               | Platina (Latino)  | 100,000^ |
| México (AMPROFON)                                                                                  | Platina           | 50,000^  |
| Venezuela                                                                                          | Platina           | —        |
| Resumos                                                                                            |                   |          |
| Mundo                                                                                              | Diamante (Latino) | 300,000  |
| *números de vendas baseados somente na certificação ^distribuições baseadas apenas na certificação |                   |          |

## Histórico de lançamento
| Região         | Data                    | Editora discográfica     | Formato | Catálogo     |
| -------------- | ----------------------- | ------------------------ | ------- | ------------ |
| União Europeia | 31 de janeiro de 2011   | Columbia                 | CD      | 88697544722  |
| Estados Unidos | 15 de novembro de 2011  | Sony Music Latin         | CD      | 886979827424 |
| Austrália      | 4 de fevereiro de 2011  | Columbia                 | CD      |              |
| Nova Zelândia  | 7 de fevereiro de 2011  | Columbia                 | CD      |              |
| Polónia        | 7 de fevereiro de 2011  | Sony Music Entertainment | CD      |              |
| Áustria        | 25 de fevereiro de 2011 |                          | CD      |              |
| Alemanha       | 25 de fevereiro de 2011 |                          | CD      |              |